# ミタ制
ミタ制（みたせい、mita system ）、もしくは ミタ（mita ）とは、スペイン統治下のペルーやボリビアにおける交代制の有償強制労働制度。インカ帝国時代の傭役制を規範として副王・トレドによって制度化された。メキシコのレパルティミエントに対応する制度である。

## 概要
ミタ制度は吏員や特殊技能者を除く原住民成人男子を対象にした労働力割当制度で、総数の7分の1ずつの原住民が数ヶ月交代で駆り出され、小麦やブドウ農園、オブラヘ、精糖所などでの労働に従事させられた。特にポトシ銀山では莫大な労働力を確保するために特殊な、「鉱山ミタ制度」が敷かれていた。
植民地時代を通じて存続した制度で、労働者の徴発と分配を担当したコレヒドールの権限濫用や労働者の酷使虐待、大量の人口移動などが問題とされ、原住民社会に大きな影響を与えた。